# Олександра Брячиславівна Полоцька
Олександра Брячиславівна — полоцька князівна, донька полоцького князя Брячислава Васильковича. Дружина великого князя володимирського Олександра Ярославовича Невського

## Біографія
З 1238 року Олександра Брячиславівна була дружиною владимирського княжича, князя новгородського і майбутнього великого князя володимирського Олександра Ярославовича Невського.
Похована в соборі Успіння Богородиці Успенського Княгинина монастиря у Володимирі.

## Родина
Чоловік — Олександр Невський, князь Новгородський, великий князь Київський і Володимирський
Діти:
- Василь (до 1245—1271) — князь Новгородський;
- Дмитро (1250—1294), князь Новгородський (1260—1263) — князь переяслав-заліський, великий князь Володимирський в 1276—1281 і 1283—1293 роках;
- Андрій (близько 1255—1304) — князь Костромський (1276—1293, 1296—1304), великий князь Володимирський (1281—1284, 1292—1304), князь Новгородський (1281—1285, 1292—1304), князь Городецький (1264—1304);
- Данило (1261—1303) — князь Московський (1263—1303), засновник династії Даниловичів.

- Євдокія — дружина князя Костянтина Ростиславича Смоленського.